# Riesdorf (Südliches Anhalt)
Riesdorf ist ein Ortsteil der Stadt Südliches Anhalt im Landkreis Anhalt-Bitterfeld in Sachsen-Anhalt mit 115 Einwohnern.

## Geografie
Die Gemarkung Riesdorf wird im Norden begrenzt durch Körnitz, im Westen durch Cosa und Pösigk, im Osten durch Wehlau und Lennewitz und im Süden durch Weißandt-Gölzau.

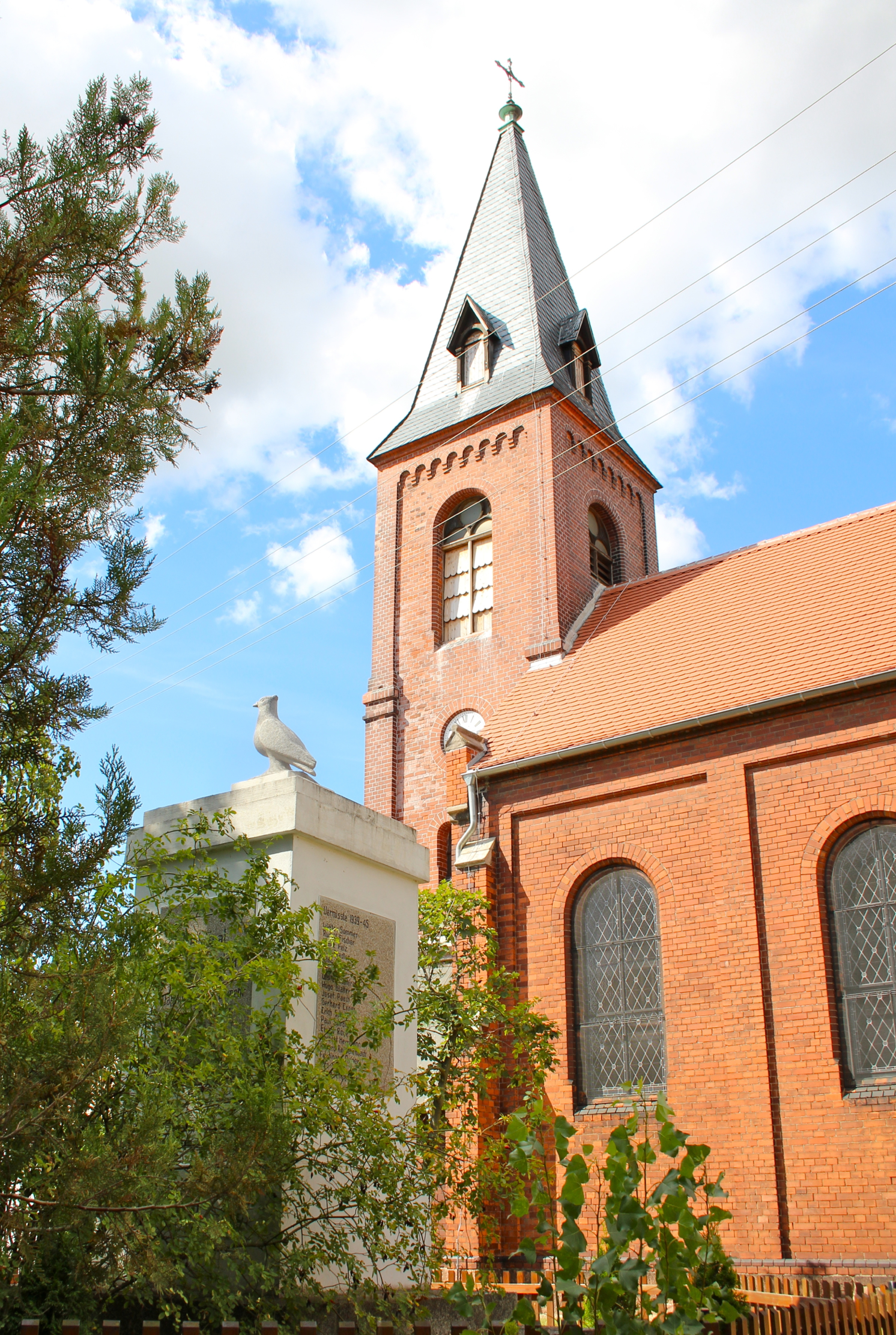
Kirche und Weltkriegsdenkmal in Riesdorf

## Geschichte
Im Jahr 1268 wurde Riesdorf unter dem Namen Roidiersdorf erstmals urkundlich erwähnt. Mehrmals über die Jahrhunderte musste die Kirche in Riesdorf neu aufgebaut werden.
Bis zur Neubildung der Einheitsgemeinde Südliches Anhalt am 1. Januar 2010 war Riesdorf eine selbständige Gemeinde in der Verwaltungsgemeinschaft Südliches Anhalt. Letzter Bürgermeister von Riesdorf war Olaf Behr.

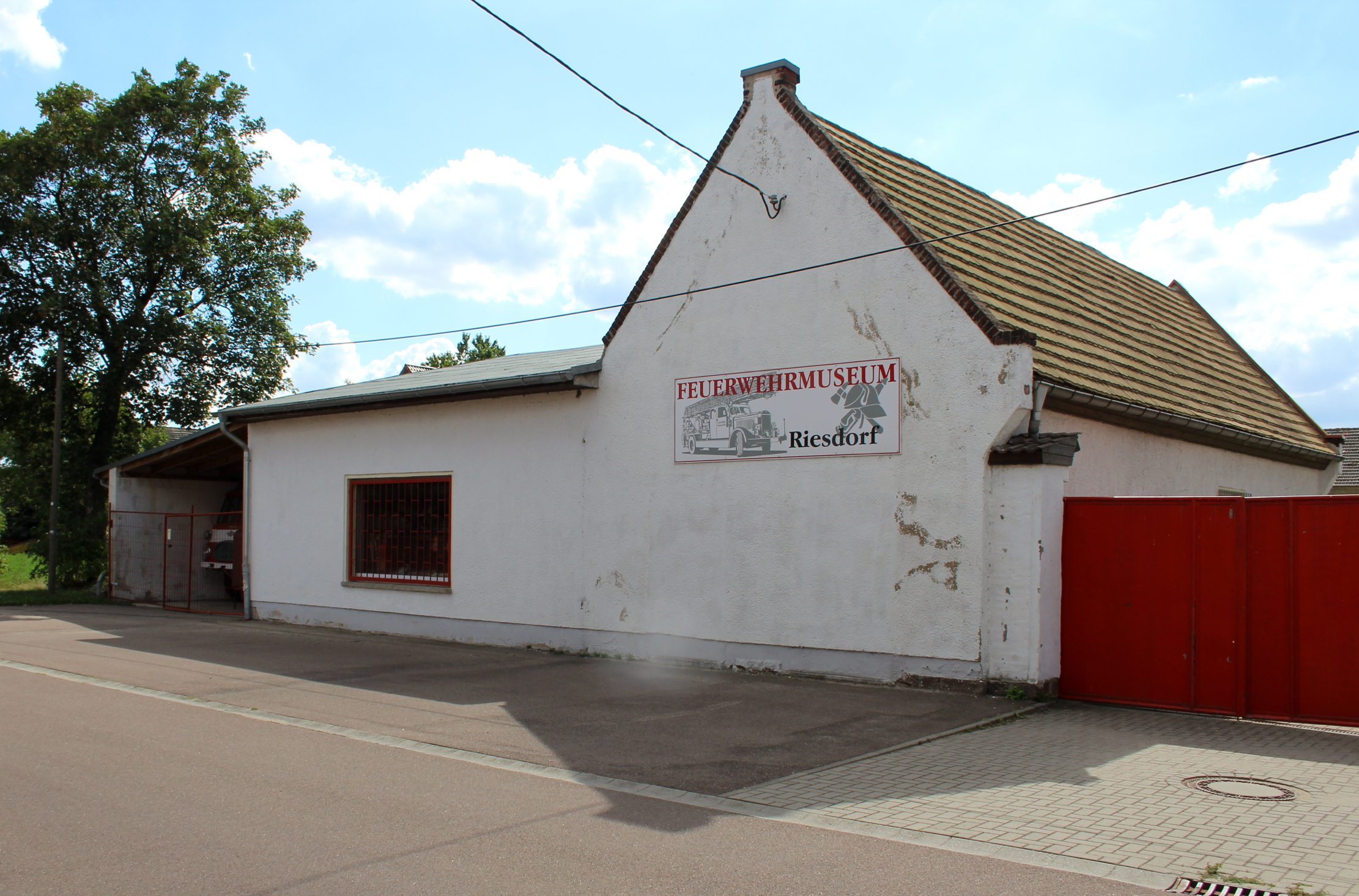
Das Feuerwehrmuseum

## Feuerwehrmuseum
Im Sommer 2000 gründete sich der Verein Feuerwehrmuseum Riesdorf e. V. Er sammelt geschichtliche Zeugnisse zur Feuerwehr und auch alte Materialien und Gerätschaften und präsentiert sie der Öffentlichkeit.